# Kigeli V
Kigeli V Ndahindurwa (wł. Jean-Baptiste Ndahindurwa, ur. 29 czerwca 1936 w Kamembe, zm. 16 października 2016 w Oakton w USA) – władca belgijskiego terytorium powierniczego Rwandy w latach 1959–1961.

## Życiorys
Jean-Baptiste Ndahindurwa objął tron w 1959 r. i przyjął imię Kigeli V. Już w 1960 r. w kraju doszło do buntu ludu Hutu, których przeciwko panującym Tutsi podburzyli Belgowie, by w ten sposób spacyfikować panujące wśród nich nastroje antykolonialne i proniepodległościowe. Już na przełomie 1959 i 1960 roku doszło do pierwszych pogromów Tutsi, które ostatecznie spowodowały, że Kigeli V wraz z dworem uciekł z kraju. Nowe władze zorganizowały referendum, w którym społeczeństwo większością 80% poparło wprowadzenie w kraju ustroju republikańskiego. Wygnany król do końca życia utrzymywał, że wyniki referendum zostały sfałszowane.
Kigeli V w początkowym okresie zamieszkał w Tanganice, po czym przeniósł się do Ugandy, dokąd zaprosił go rządzący w tym kraju Idi Amin. Po obaleniu Amina w 1979 r. Kigeli V wyjechał do kenijskiego Nairobi, w którym usiłował podtrzymywać funkcjonowanie emigracyjnego dworu, zwołując co tydzień posiedzenia dworu i udzielając audiencji Rwandyjczykom.
W 1992 r. osiadł w Stanach Zjednoczonych, w których otrzymał azyl polityczny. Zamieszkał w Falls Church w Wirginii, gdzie otrzymał opłacane przez amerykański rząd mieszkanie i kartki na żywność. Żył w biedzie, utrzymując się z zasiłku i nadawania rwandyjskich tytułów szlacheckich. Prowadził też fundację dobroczynną, świadczącą pomoc rwandyjskim uchodźcom.
Liczył na powrót do kraju w 1994 roku, gdy partyzanci Tutsi pokonali Hutu i przejęli władzę w Rwandzie, jednak nowy przywódca państwa, Paul Kagame, nie zgodził się na jego powrót do kraju jako monarchy, choć równocześnie wyraził zgodę na przyjazd w charakterze zwykłego obywatela.
Pod koniec lat 1990. został przez Kagame oskarżony o spisek w celu przejęcia władzy, w efekcie czego aresztowano kilkuset prawdziwych i rzekomych monarchistów, a innych zmuszono do emigracji.
Zmarł w Stanach Zjednoczonych 16 października 2016 roku. Przyczyną śmierci była choroba serca. Nie posiadał potomków, gdyż zgodnie ze zwyczajami Tutsi zakazuje się tego królom przebywającym na wygnaniu.
Jeden z jego współpracowników, Boniface Benzinge, oznajmił, że Kigeli nie chciał być pochowany w Rwandzie, co spotkało się ze sprzeciwem żyjących w tym kraju krewnych króla. Po procesie wygranym przez amerykańskim sądem rodzina zmarłego doprowadziła do pochówku w Rwandzie. Pogrzeb nie miał rangi państwowego, władze Rwandy reprezentowała minister sportu i kultury Julienne Uwacu.
Niejasna jest kwestia następstwa po Kiegelim V. Zgodnie z oświadczeniem Benzinge, na następcę wskazano Emmanuela Bushayiję, bratanka króla, który przyjął imię Yuhi VI. Decyzja ta spotkała się ze sprzeciwem krewnych Kiegelego, zamieszkałych w Rwandzie.
Był kawalerem Rycerskiego i Szpitalnego Zakonu św. Łazarza z Jerozolimy.